# Ottmar Hitzfeld Arena
Ottmar Hitzfeld Arena là một sân bóng đá ở nằm ở hạt Gspon, bang Valais, Thụy Sĩ. Đây là sân bóng đá cao nhất ở châu Âu với độ cao 2.000 m (6.600 ft) so với mực nước biển. Đây là sân nhà của câu lạc bộ bóng đá nghiệp dư FC Gspon. Sân vận động này được đặt theo tên của nhà quản lý bóng đá Ottmar Hitzfeld.

## Địa điểm
Sân vận động Ottmar Hitzfeld Arena tọa lạc tại hạt Gspon, cao hơn 800 m so với đô thị Staldenried cũng thuộc bang Valais. Dân số của hạt Gspon chỉ vỏn vẹn có năm người, nhưng đô thị Staldenried lại có hơn 500 cư dân. Vì không có xe ô tô cũng như giao thông nên nơi này được chọn làm địa điểm xây dựng sân vận động, để dành những vùng đất thấp hơn bên dưới quy hoạch cho mục đích nông nghiệp. Đây được biết đến là sân bóng đá cao nhất ở Châu Âu, với độ cao 2008 mét so với mực nước biển.

## Thiết kế
Ban đầu, các cầu thủ tại đây chơi bóng trên mặt sân sỏi, sau đó, mặt sân được rải mạt vụn và cát. Quanh sân là lưới an toàn bao ở ba phía nhằm ngăn bóng bay xuống thung lũng bên dưới. Mặc dù vậy, đã có khoảng gần một nghìn quả bóng được cho là đã bị mất. Mỗi trận đấu tổ chức trên sân nhà thường có khoảng hai trăm khán giả đến tham dự. Họ không phải trả phí vào cửa. Ottmar Hitzfeld Arena có kích thước nhỏ hơn một sân bóng đá trung bình và thường chỉ có tám thay vì mười một cầu thủ tham gia trận đấu. Luật việt vị không được áp dụng cho các trận đấu trên sân này.
Vào năm 2009, cựu huấn luyện viên bóng đá Đội tuyển Quốc gia Thụy Sĩ Ottmar Hitzfeld đã bỏ tiền túi nâng cấp sân vận động này thành một sân cỏ nhân tạo. Kể từ thời điểm đó, sân chính thức mang tên nhà quản lý bóng đá này. Để đến được sân vận động này, các câu lạc bộ cùng khán giả phải thông qua hệ thống cáp treo, xuất phát từ Staldenried. Ban đầu, mỗi cabin cáp treo chỉ có sức chứa khoảng mười hai người. Đến năm 2019, một tuyến cáp treo mới với hệ thống cabin có sức chứa lên đến 25 hành khách đã được lắp đặt.
Do nằm ở trên cao nên không khí tại Ottmar Hitzfeld loãng hơn các sân vận động khác. Nhiều ý kiến cho rằng đây là một lợi thế lớn đối với đội chủ nhà. Mặt sân của Ottmar Hitzfeld Arena có diện tích nhỏ hơn các sân bóng truyền thống. Vào mùa đông, khi khu vực bị bao trùm trong tuyết, sân vận động này trở thành một phần của con dốc trượt tuyết.

## Lịch sử
Câu lạc bộ FC Gspon được thành lập vào năm 1974. Trước năm 1986, câu lạc bộ này chủ yếu thi đấu tại các giải bóng đá nghiệp dư ở Valais. Năm 1984, với sự hỗ trợ của FC Gspon, giải bóng đá Mountain Village được thành lập tại Thụy Sĩ. Theo huyền thoại của câu lạc bộ, do vị trí nằm gần với vách đá nên có khoảng một nghìn quả bóng đã bay khỏi sân này. Timo Konietzka, người đi vào lịch sử là cầu thủ ghi bàn thắng đầu tiên tại Giải bóng đá vô địch quốc gia Đức vào năm 1963, cảm thấy đồng cảm với sự khó khăn này của sân vận động. Vì vậy, năm 1990, ông đã cung cấp cho sân này một số lượng bóng thi đấu đáng kể.
Sân vận động này cũng là nơi đăng cai Giải vô địch bóng đá châu Âu Mountain Villages, được tổ chức lần đầu tiên vào năm 2008. Đây là giải đấu được tổ chức phối hợp với Giải vô địch bóng đá châu Âu, nơi Áo và Thụy Sĩ là đồng chủ nhà. Tại giải đấu được tổ chức ở Gspon, chức vô địch thuộc về các đại diện đến từ Tây Ban Nha sau khi họ đánh bại Thụy Điển trong trận chung kết. Vị trí thứ ba thuộc về Thụy Sĩ sau khi họ giành thắng lợi trước các đại diện đến từ Pháp.
Kể từ năm 2008, sân vận động này trở thành sân nhà cho đội tuyển nam lẫn đội tuyển nữ của câu lạc bộ FC Gspon.

## Đánh giá
Trong danh sách những sân vận động kỳ lạ nhất do tạp chí Reader's Digest bình chọn, Ottmar Hitzfeld Arena nằm ở vị trí số một. Nơi này cũng được tạp chí Bleacher Report liệt vào danh sách 20 sân vận động có cảnh quan đẹp nhất.